# La Grande Soirée anti-arnaque
La Grande Soirée anti-arnaque est une émission télévisée diffusée sur TF1 de 2004 à 2007 et animée par Julien Courbet.
Créée à la suite du succès de l'émission Sans aucun doute, animée elle aussi par Julien Courbet et diffusée sur TF1 tous les mercredis puis les vendredis en première partie de soirée, La Grande Soirée anti-arnaque est quant à elle diffusée à 20 h 50 au rythme de quelques émissions par an.
L'émission se présente sous la forme d'un jeu télévisé où le public assisté de vedettes doit répondre correctement à plusieurs séries de 4 questions portant sur un thème de consommation précis. Des reportages concernant des scandales relatifs aux thèmes abordés entrecoupent cette émission joyeuse où l'équipe d'avocats de l'animateur donnent des précisions de droit aux téléspectateurs.
Elle a succédé à l'émission Les Sept Péchés capitaux, autre émission animée par Julien Courbet.
Elle ne reviendra plus à l'antenne à la suite du départ de Julien Courbet sur France 2.